# ESPN
ESPN är en samling amerikanska sportkanaler ägda av Walt Disney Company. Versioner av ESPN finns också i många andra länder världen över, tidigare också i Sverige genom ESPN America och ESPN Classic. I december 2006 köpte ESPN den europeiska sportkanalen North American Sports Network, NASN, som sedan den 1 februari 2009 heter ESPN America. Från 2003 fanns europeiska versioner av ESPN Classic med klassiska sportögonblick varav en version kunde ses på den svenska marknaden. ESPN America och Classic kanalerna upphörde med sin verksamhet i Europa 31 juli 2013. Undantaget är Irland och Storbritannien.
ESPN:s mest kända program är utan tvekan nyhetsprogrammet SportsCenter som sändes flera timmar varje dag på huvudkanalen. SportsCenter är USA:s i särklass mest sedda sportnyhetsprogram. ESPN har tagit det framgångsrika programmet till en rad marknader världen över i lokala versioner på respektive lands språk. På grund av rättighetsskäl får SportsCenter inte visas i originalversionen på ESPN:s kanaler utanför USA. Till Europa startade man därför under mars 2010 en specialproducerad version av programmet, inspelad i samma studio som den amerikanska versionen och med en av de amerikanska programledarna Michael Kim som ankare.
ESPN har även internetsida och app med omfattande information och resultat inom många sporter runtom i världen.

## Historia
ESPN startade sina sändningar i USA den 7 september 1979 som Entertainment and Sports Programming Network, men heter numera bara ESPN utan någon annan innebörd. Moderbolaget ESPN, Inc. driver förutom ESPN även de amerikanska sportkanalerna ESPN2, ESPNEWS, ESPN Classic, ESPNU och spanskspråkiga ESPN Deportes, radiokanalerna ESPN Radio och ESPN Deportes Radio, webbsidan ESPN.com, sportmagasinen ESPN The Magazine och ESPN Deportes La Revista samt olika produktionsbolag. ESPN sköter också sportsändningarna i det amerikanska tv-nätverket ABC, som också har Disney som ägare, under namnet ESPN on ABC.
Under namnet ESPN Zone har företaget en kedja med sportbarer i USA:s största städer. I New York finns en av sportbarerna vid Times Square, som besöks av många svenskar, där man dygnet runt kan se på amerikansk sport. I sportbarerna kan man förutom att avnjuta sport, mat och alkohol även köpa en stor mängd olika ESPN-souvenirer. Allt från kläder, till muggar och sportredskap finns med ESPN:s logga i butiken.

## Program

### SportsCenter är kanalens stomme
I hemlandet USA visas SportsCenter under flera timmar varje dygn under både primetime och dagtid. Sändningarna inleds kl 9 på förmiddagen och fortsätter sedan under större delen av dagtablån. Programmet är ikoniskt och i det närmaste att jämföra med vad Sportspegeln är för svenska sportfantaster. Från 1 mars 2010 till 31 juli 2013 sände ESPN America en specialproducerad europeisk version av det legendariska sportnyhetsprogrammet SportsCenter. Ankare var Michael Kim som även ankrar originalversionen. Det 30-minuter långa programmet sändes från ESPN:s studior i USA, fem dagar i veckan, kl 8 och 8.30 CET med en uppdaterad version kl 23.30 CET. Att en version specialproducerades för Europa hade i första hand med rättighetsfrågan att göra. Många av de bilder som ESPN har rättigheter till i USA kunde de inte använda på sina europeiska kanaler varför en specialversion fick visas.

### Programtitlar
- SportsCenter
- National Football League
  - Monday Night Football (2006-)
  - Sunday Night Football (1987-2005)
- National Basketball Association on ESPN
- ESPN Major League Baseball[2]
- Major League Soccer
- NASCAR on ESPN
- Friday Night Fights

- Tidigare även ESPN National Hockey Night

## NHL-sändningar i Sverige
Canal Digital offentliggjorde under juli 2009 att ESPN America, skulle bli tillgänglig för svenska tittare, under augusti 2009 och kom att inkluderas i Familjepaketet som är operatörens populäraste kanalpaket. Paketplaceringen kom som ett direkt svar på att Viasat offentliggjort att man tog över Canal+ sändningar från NHL och visar dem i kanalen Viasat Hockey. ESPN America fanns även i Com hem men var där en à la carte-kanal som väljs styckevis. Com hem erbjöd även systerkanalen ESPN Classic som visar klassiska sporthändelser. ESPN America och Classic upphörde med sin verksamhet i Europa och därmed även i Sverige 31 juli 2013.